# Saint-Ost
Saint-Ost é uma comuna francesa na região administrativa de Occitânia, no departamento de Gers. Estende-se por uma área de 6,84 km². Em 2010 a comuna tinha 91 habitantes (densidade: 13,3 hab./km²).